# 非洲擬魮
非洲擬魮（学名：Pseudobarbus afer）是輻鰭魚綱鯉形目鯉科的其中一個種，被IUCN列為瀕危保育類動物，分布於非洲南非，體長可達11公分，棲息在水質清澈、岩石底質的水塘，成魚成小群活動，屬雜食性，以有機碎屑及無脊椎動物為食，可做為觀賞魚。